# Termitotrox permirus
Termitotrox permirus är en skalbaggsart som beskrevs av Erich Wasmann 1918. Termitotrox permirus ingår i släktet Termitotrox och familjen Termitotrogidae. Inga underarter finns listade i Catalogue of Life.